# Vittorio Locchi
Vittorio Locchi (Figline Valdarno, 8 marzo 1889 – Capo Matapan, 15 febbraio 1917) è stato uno scrittore e militare italiano.

## Biografia
Impiegato nell'amministrazione comunale di Venezia, fu acceso interventista. Partecipò alla prima guerra mondiale sul fronte dell'Isonzo; imbarcato sul piroscafo Minas diretto in Macedonia, morì nell'affondamento da parte di un sommergibile nemico al largo di Capo Matapan.
È autore di raccolte di versi che riecheggiano i poeti popolari toscani del '300 e del '400, da Cecco Angiolieri al Burchiello, ma fu celebre grazie al poemetto La sagra di santa Gorizia, il quale, in lasse di versi sciolti e con tono epico-misticheggiante, rievoca la conquista della città da parte delle truppe italiane (9 agosto 1916). Curò anche un'edizione di Strambotti e ballate di L. Giustinian.

## Opere
- Le canzoni del Giacchio (1914)
- La Sagra di Santa Gorizia (1917)
- La Sveglia. Il Testamento (1918)
- I sonetti della malinconia (1919)
- Singhiozzi e risa (1920)
- Elegie del sereno (1922)
- L'uragano. Dramma in tre atti (1922)
- Tersite (edizione postuma a cura di Ettore Cozzani, Milano, L'Eroica, 1941)